# Belaynesh Oljira
Belaynesh Oljira (née le 26 juin 1990 à Welega) est une athlète éthiopienne, spécialiste des courses de fond. 

## Biographie
Elle se révèle durant la saison 2010 en portant son record personnel sur 5 000 mètres à 14 min 58 s 16 lors du meeting Areva de Saint-Denis. Elle participe en mars 2011 aux championnats du monde de cross-country de Punta Umbría, en Espagne. Elle se classe dixième de l'épreuve individuelle, et obtient la médaille d'argent par équipes, aux côtés de ses comaptriotes Meselech Melkamu, Wude Ayalew et Genzebe Dibaba. Elle remporte par la suite son premier titre national individuel sur piste, à Addis-Abeba, dans l'épreuve du 10 000 mètres, en 32 min 55 s 37. Elle établit un nouveau record personnel sur cette distance, quelques jours plus tard, au Golden Spike d'Ostrava, en 31 min 17 s 80. 
En juin 2012, Belaynesh Oljira porte son record personnel du 10 000 m à 30 min 26 s 70 à l'occasion de la Prefontaine Classic d'Eugene. Sélectionnée pour les Jeux olympiques de 2012, à Londres, elle se classe cinquième de la finale du 10 000 m en 30 min 45 s 56. 
En février 2013, pour ses débuts dans l'épreuve du marathon, elle termine cinquième du Marathon de Dubaï, dans le temps de 2 min 25 s 01. Aux Championnats du monde de cross disputés fin mars 2013 à Bydgoszcz en Pologne, l’Éthiopienne remporte la médaille de bronze en individuel, devancée par Emily Chebet et Hiwot Ayalew, ainsi qu'une nouvelle médaille d'argent par équipes en compagnie de Hiwot Ayalew, Genet Yalew et Sule Utura.

### Palmarès
| Date | Compétition                     | Lieu         | Résultat | Performance |
| ---- | ------------------------------- | ------------ | -------- | ----------- |
| 2011 | Championnats du monde de cross  | Punta Umbría | 10e      | Individuel  |
| 2011 | Championnats du monde de cross  | Punta Umbría | 2e       | Par équipes |
| 2012 | Championnats d'Afrique de cross | Le Cap       | 5e       | Individuel  |
| 2012 | Jeux olympiques                 | Londres      | 5e       | 10 000 m    |
| 2013 | Championnats du monde de cross  | Bydgoszcz    | 3e       | Individuel  |
| 2013 | Championnats du monde de cross  | Bydgoszcz    | 2e       | Par équipes |
| 2013 | Championnats du monde           | Moscou       | 3e       | 10 000 m    |
| 2014 | Championnats d'Afrique          | Marrakech    | 3e       | 10 000 m    |
| 2015 | Championnats du monde           | Pékin        | 9e       | 10 000 m    |

### Records
| Épreuve  | Performance    | Lieu   | Date            |
| -------- | -------------- | ------ | --------------- |
| 5 000 m  | 14 min 58 s 16 | Paris  | 16 juillet 2010 |
| 10 000 m | 30 min 26 s 70 | Eugene | 1er juin 2012   |